# Mandoul

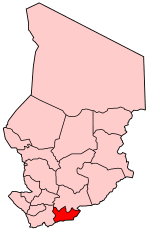
Imagem meramente ilustrativa de chad-mandoul (marcado em vermelho)

Mandul (em francês: Mandoul; em árabe: ماندول; Māndūl) é uma das 23 províncias do Chade, sendo Kumra a sua capital.

## Demografia
O recenseamento do Chade de 2009 indicou uma população de 628 065 habitantes para Mandul. Os grupos étnico-linguísticos principais são os days, os povos dobas (que falam as línguas estreitamente relacionadas bedjond, mango e gor), gulays, lutos, mbays, ndams, saras e tumaks.